# Recchia parvula
Recchia parvula är en skalbaggsart som först beskrevs av Lane 1938.  Recchia parvula ingår i släktet Recchia och familjen långhorningar. Inga underarter finns listade i Catalogue of Life.